# 국도 제155호선 (일본)

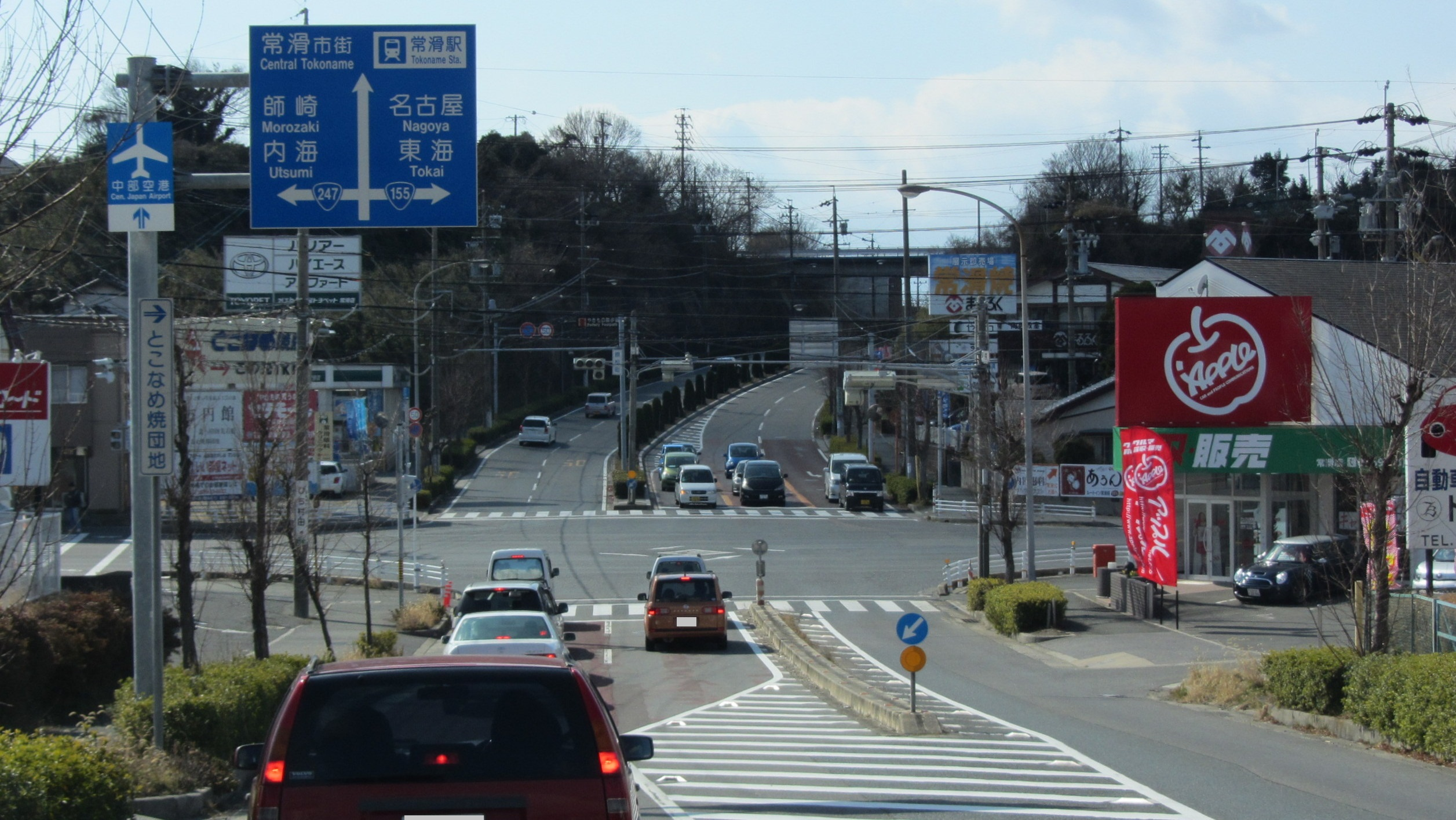
국도 155호선의 기점 부근
아이치현 도코나메시 하라마쓰초 교차로

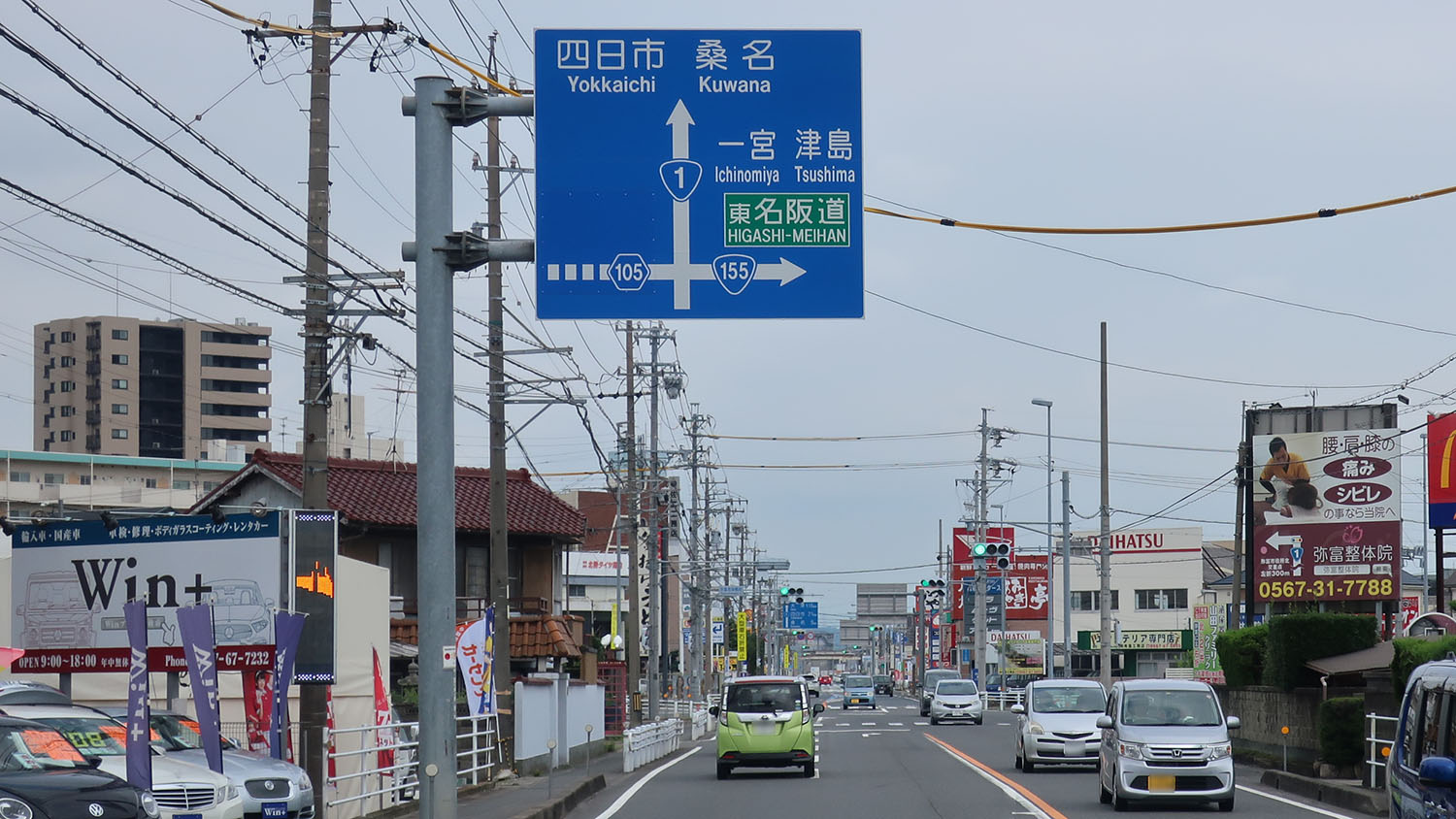
국도 155호선의 종점
아이치현 야토미시 야토미 고가교 미나미 교차로

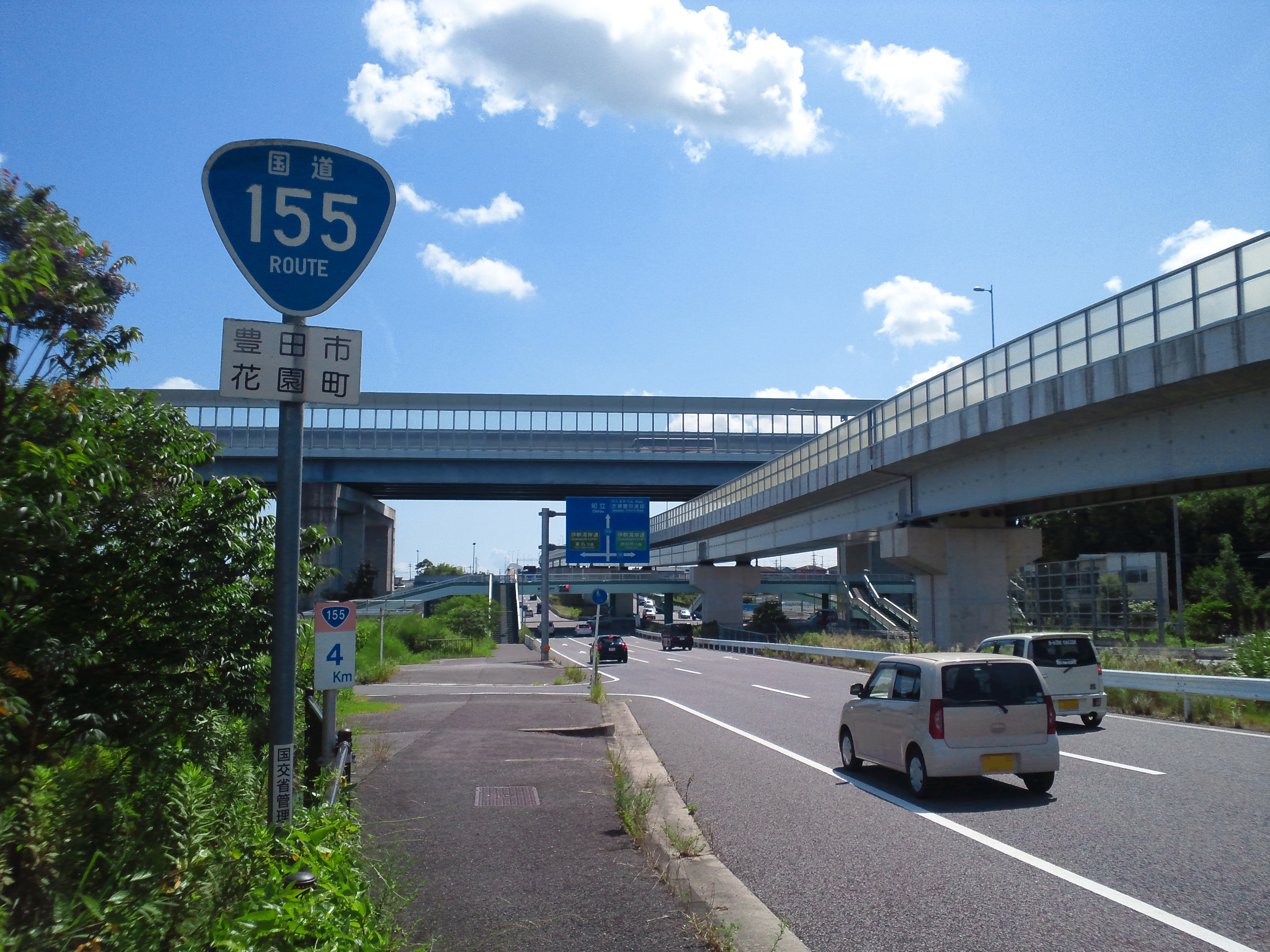
도요타미나미 바이패스
(도요타시 하나조노초 부근)

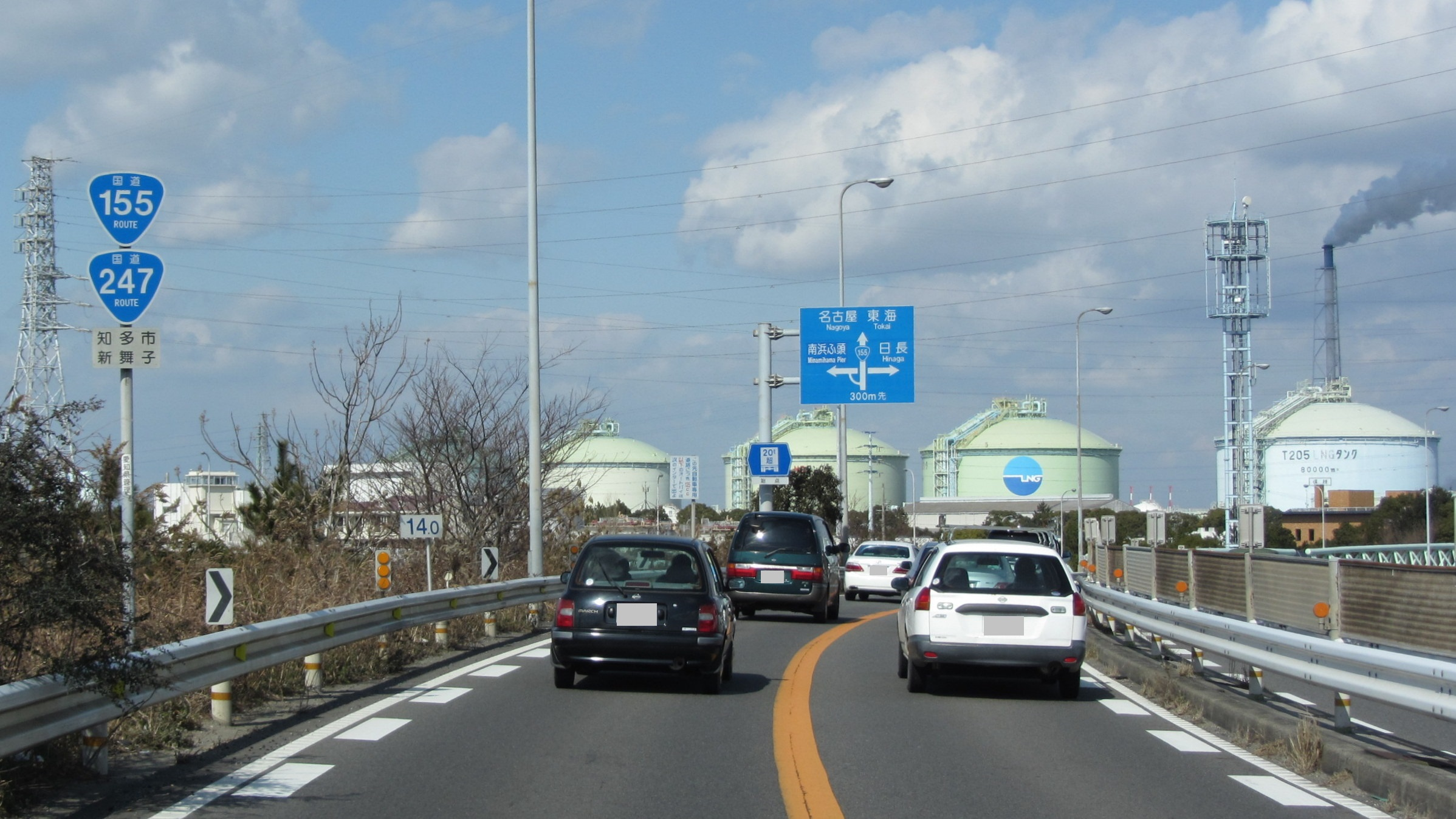
니시치타 산업도로
(국도 제247호선과 중복)
아이치현 지타시 신마이코

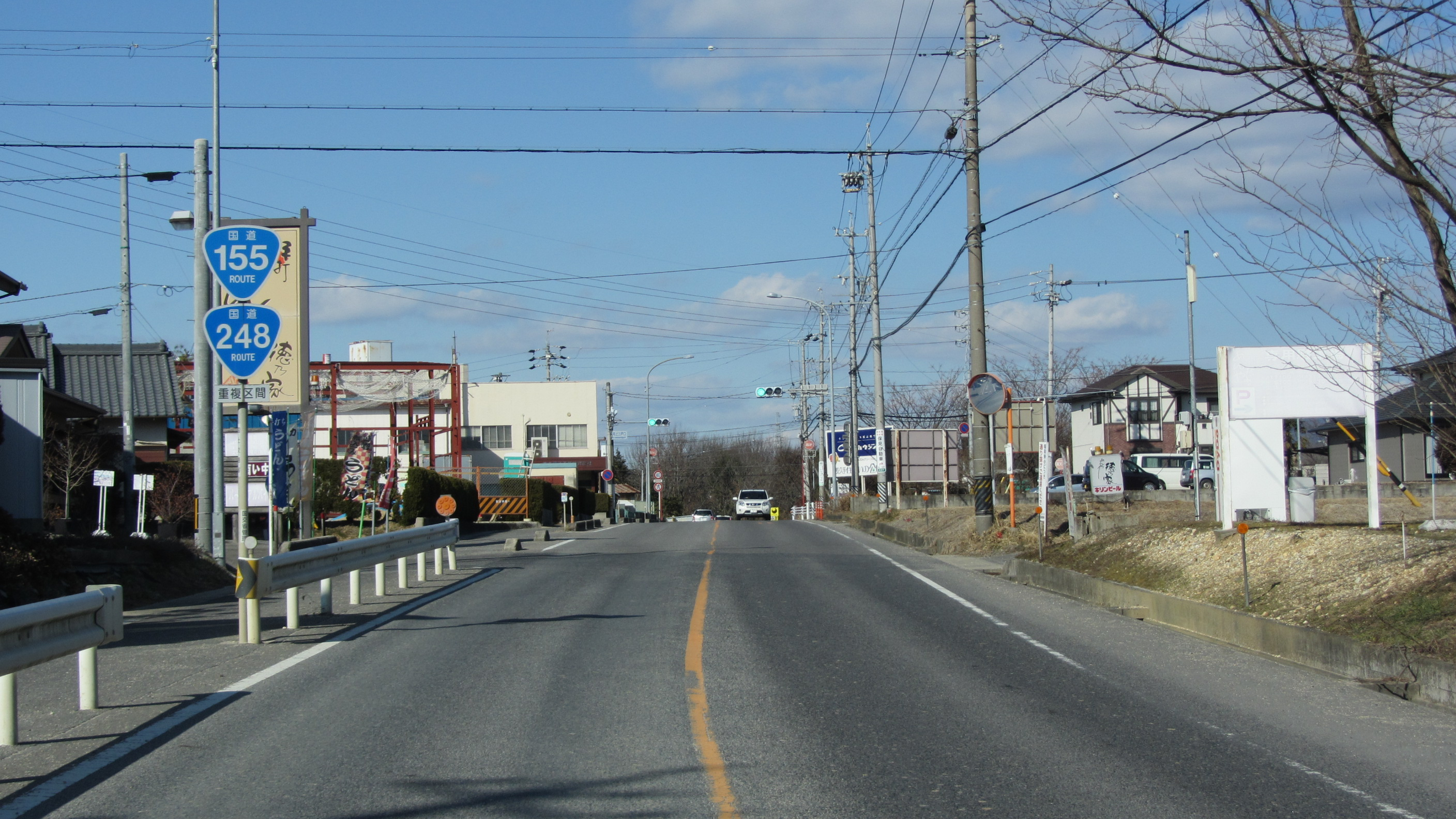
국도 제248호선과의 중복
아이치현 도요타시 호미초

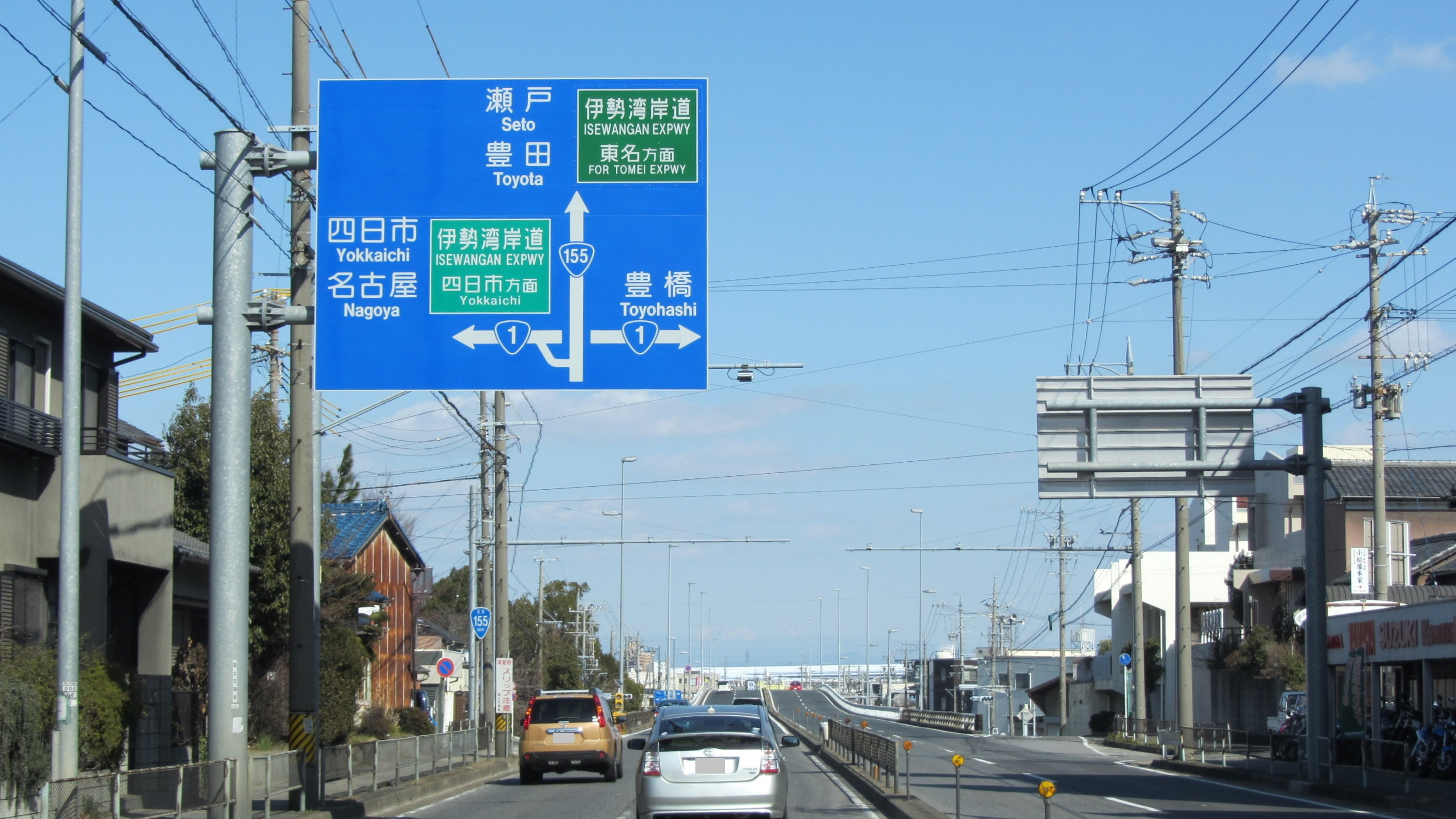
국도 제1호선과의 교차
아이치현 지류시 니시마치

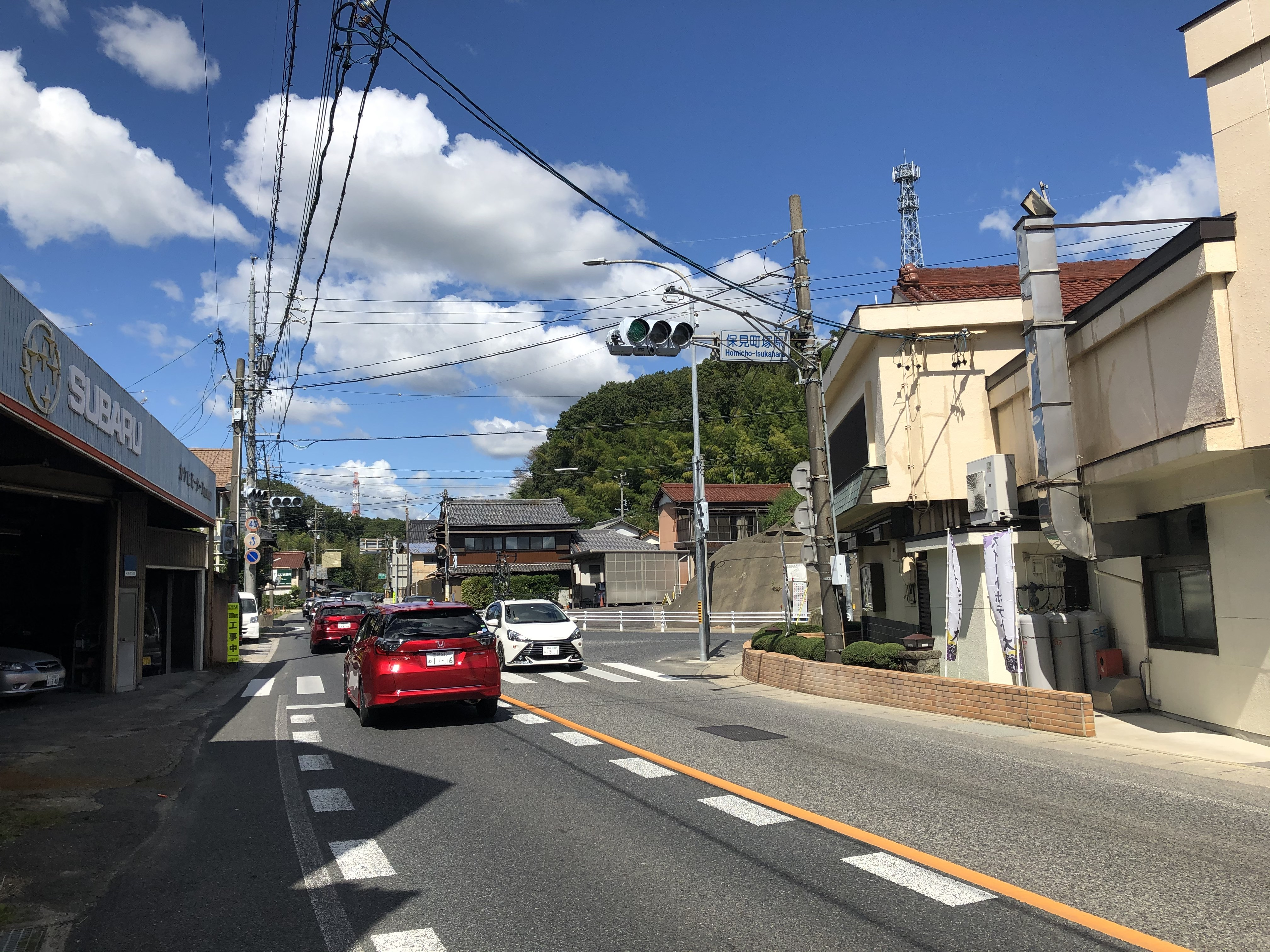
아이치현도 제58호선과의 중복 구간
아이치현 도요타시 호미초

국도 제155호선(일본어: 国道155号)은 아이치현 도코나메시에서 야토미시까지 이르는 총 연장 151.9 km, 실제 연장 148.6 km, 현도 120.1 km의 거리를 이르는 일본의 일반 국도이다.

## 개요
아이치현 서부와 중부 일원을 이어주는 환상도로로, 국도 제302호선의 외측을 통과하는 국도이며, 나고야 환상 3호선(일본어: 名古屋環状3号線)으로 자리매김하고 있다. 그러나 도요타미나미 바이패스는 토요타 자동차의 제방 공장을 입체교차하는 형태를 띈다. 고마키시에서 이치노미야시로 향하는 바이패스는 현재 공사가 진행중인 상태이며, 양방향 모두 현도와도 접속하지 않아 해당 구간이 미완성 상태에 머무르고 있다. 

### 노선 정보
일반 국도의 노선을 지정하고 있는 정령에 의거한 기종점 및 경유지는 다음과 같다.
- 기점 : 도코나메시 (하라마쓰초 3초메 88번지, 하라마쓰초 교차로 = 국도 제247호선의 상단부)
- 종점 : 아이치현 아마군 야토미정 (야토미 고가교 미나미 교차로 = 국도 제1호선과의 교점 및 아이치현도 제105호선과의 기점)
- 중요한 경과지 : 지타시, 도카이시, 오부시, 가리야시, 지류시, 도요타시, 세토시, 가스가이시, 고마키시, 고난시, 이치노미야시, 이나자와시, 쓰시마시
- 총 연장 : 151.9 km[1]
- 중용 연장 : 3.3 km
- 미공용 연장 : 없음
- 실제 연장 : 148.6 km
  - 현도 : 120.1 km
  - 구도 : 없음
  - 신도 : 28.5 km
- 지정 구간 : 지류시 가미시게하라초 마루야마 155-5 ~ 세토시 히가시이바라초 33 (가리야시와 지류시의 시계 - 히가시혼초 교차로 부근)

## 역사
현행 도로법에 따라 의거한 2급 국도로서, 최초로 지정된 1953년에는 나고야 도야마 선으로 지정된 것이 시초이다. 그러나 1959년에는 1급 국도 41호선으로 승격에 따라 결번 처리되었으며, 1963년에는 새로이 지정된 나고야 순환선으로 노선 번호가 새롭게 부여되었다.

### 연표
- 1963년 4월 1일 : 2급 국도 155호 나고야 환상선으로 지정 시행[2]
- 1965년 4월 1일 : 1, 2급의 구분을 폐지하고 형식상 일반 국도 148호선으로 명칭 변경
- 2015년 4월 1일 : 기존에 지정되어 있었던 구간 중 도요타시 고마바초 (무카이가네) ~ 도요타시 니시마치 (니시마치 4초메) 사이의 구간을 가진 구도는 국토교통성에서 아이치현으로 이관됨에 따라, 국도 제419호선 (일본)(일본어판)의 단독 구간으로 변경.

## 노선 개황

### 바이패스
- 니시치타 산업도로(일본어판)
- 도요타미나미 바이패스(일본어판)
- 야토미 바이패스(일본어판)
- 나고야 환상 3호선 (환상 3호)

## 지리

### 통과하는 지자체
- 아이치현
  - 도코나메시 - 지타시 - 도카이시 - 오부시 - 가리야시 - 지류시 - 도요타시 - 세토시 - 나고야시 (모리야마구) - 가스가이시 - 고마키시 - 이와쿠라시 - 이치노미야시 - 이나자와시 - 아이사이시 - 쓰시마시 - 아이사이시 - 야토미시

### 통과하는 도로
고속도로
- 지타 횡단도로(일본어판)
- 지타한토 도로(일본어판)
- 기메우라도요타 도로(일본어판)
- 이세 완간 자동차도(일본어판, 중국어판)
- 도메이 고속도로
- 도카이 호쿠리쿠 자동차도(일본어판, 중국어판)
- 히가시메이한 자동차도(일본어판, 중국어판)

국도
- 국도 제366호선
- 국도 제23호선
- 국도 제1호선
- 국도 제153호선
- 국도 제19호선
- 국도 제41호선
- 국도 제22호선

기타 도로
- 사나게 그린로드(일본어판)

## 갤러리

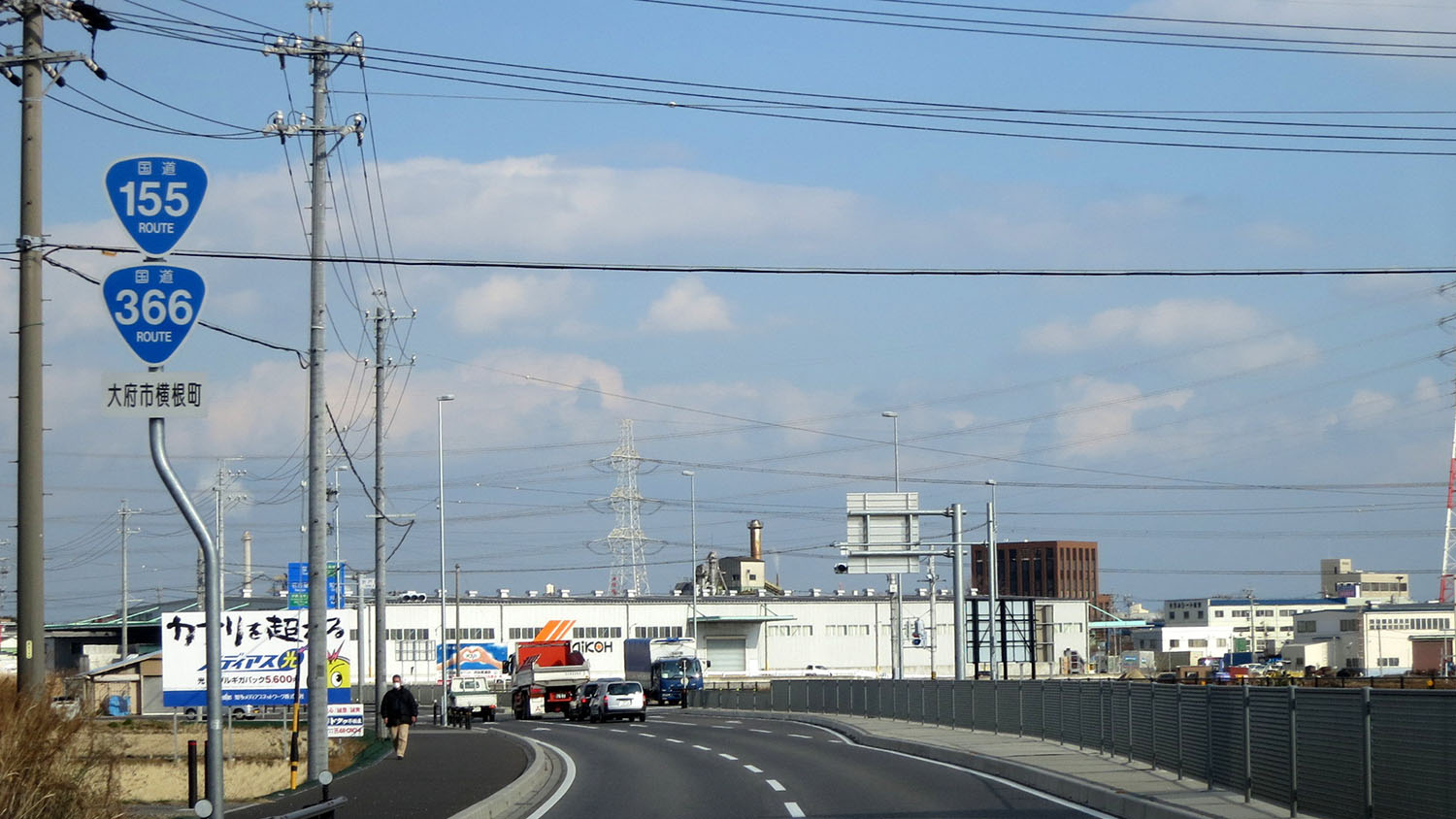
국도 제366호선과의 중복 아이치현 오부시 요코네마치
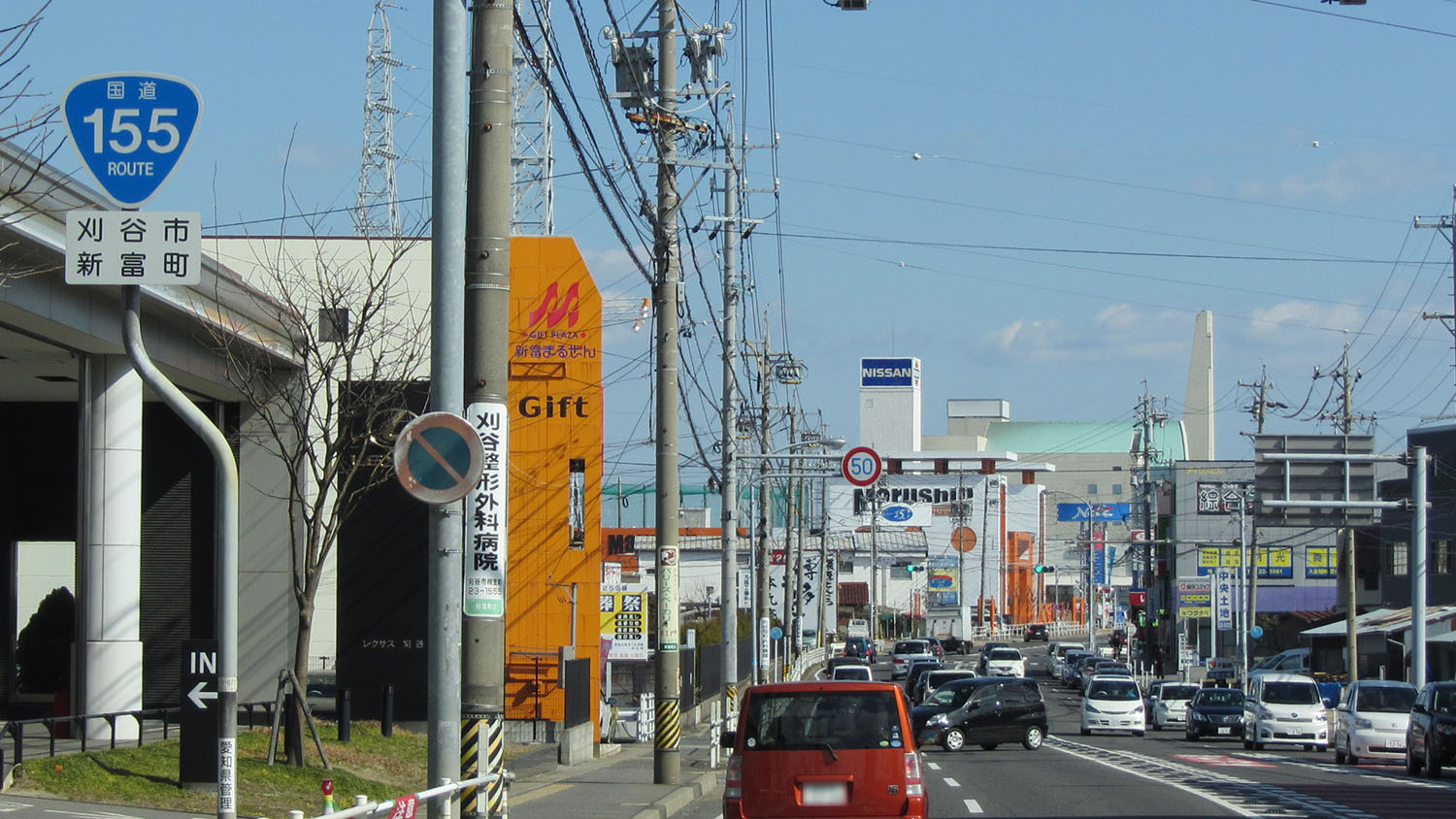
아이치현 가리야시 신토미초 3초메
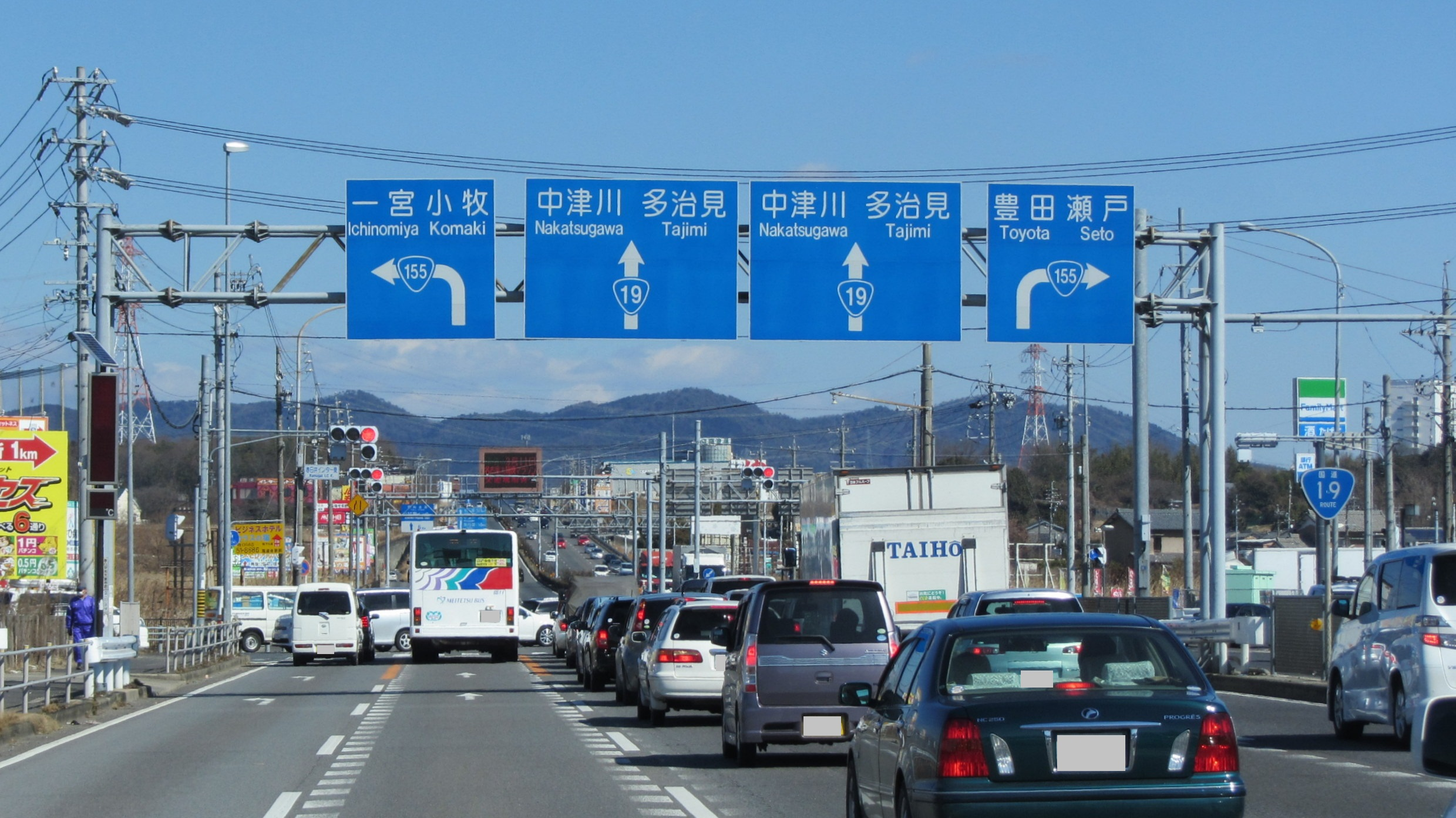
국도 제19호선과의 교차 아이치현 가스가이시 다이센지초
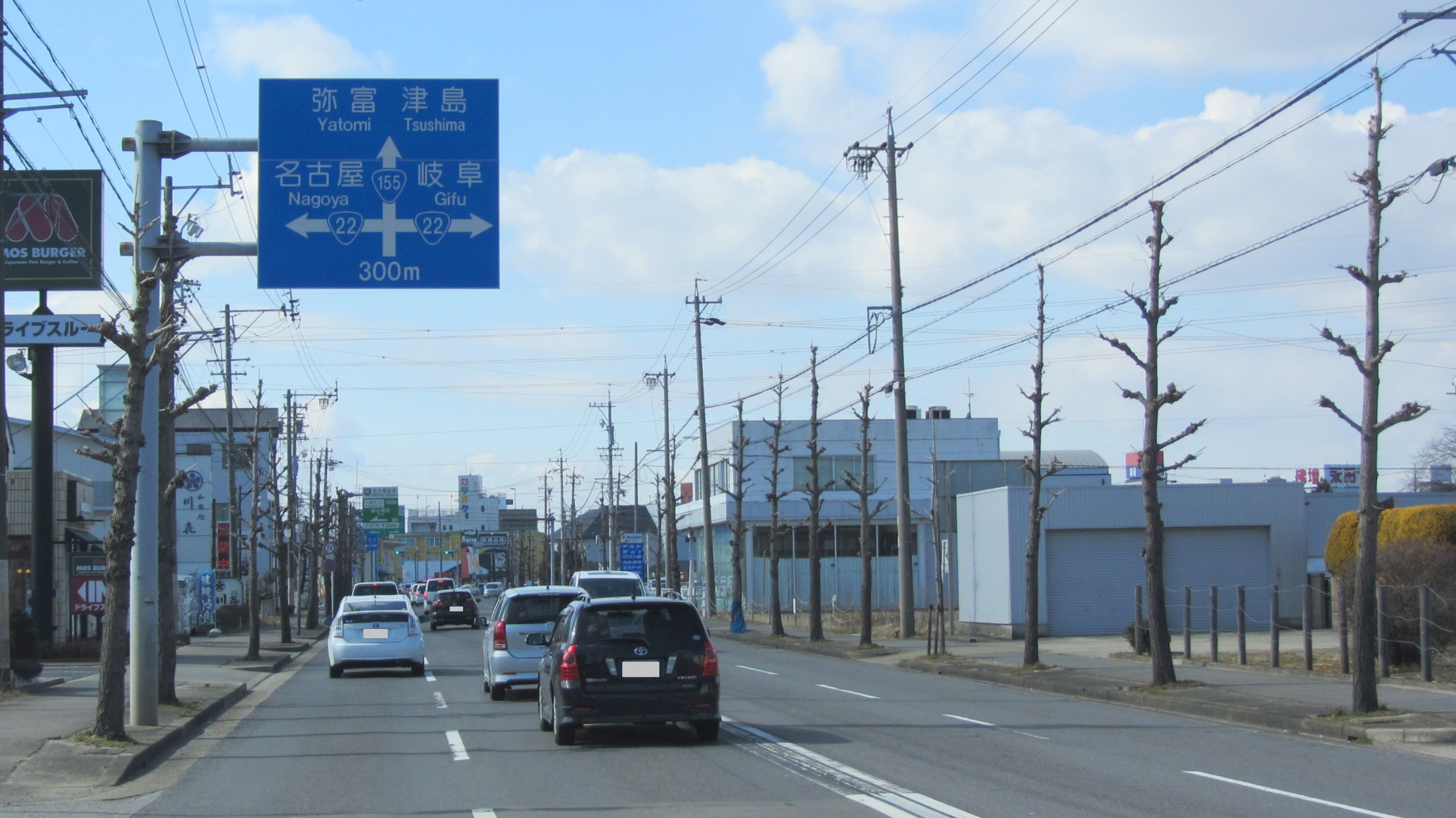
국도 제22호선과의 교차 아이치현 이치노미야시 아사노
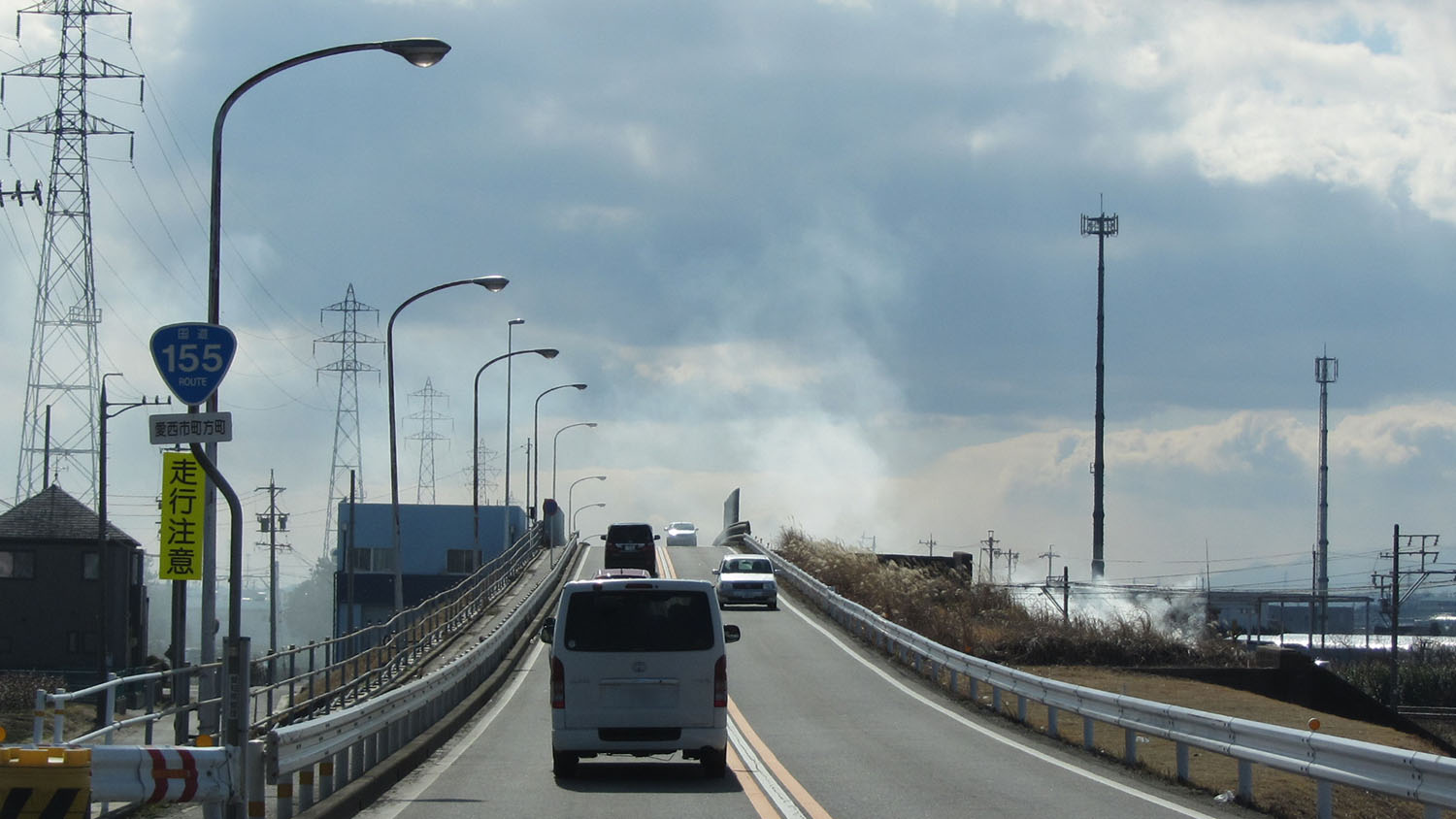
아이치현 아이사이시 마치카타초